# Aleksiej Konsowski
Aleksiej Anatoljewicz Konsowski (ros. Алексей Анатольевич Консо́вский; ur. 15 stycznia?/28 stycznia 1912 w Moskwie, zm. 20 lipca 1991 tamże) – radziecki aktor filmowy, teatralny i głosowy. Ludowy Artysta RFSRR (1976).
Pochowany na Cmentarzu Wagańkowskim w Moskwie.

## Wybrana filmografia

### Role filmowe
- 1936: Ostatnia noc jako Kuźma Zacharkin
- 1939: Szedł żołnierz z frontu
- 1943: My z Uralu jako Kuźma Zawarin
- 1943: Lermontow[2] jako Michaił Lermontow
- 1947: Wiosna
- 1947: Kopciuszek[2] jako książę
- 1947: Nauczycielka wiejska
- 1951: Taras Szewczenko jako Kuroczkin
- 1959: Ojcowie i dzieci jako Nikołaj Pietrowicz Kirsanow

### Role głosowe
- 1947: Dla Ciebie, Moskwo jako narrator
- 1952: Szkarłatny kwiat jako potwór / książę
- 1955: Cudowna podróż jako bocian Emenrich
- 1957: Królowa Śniegu jako renifer
- 1967: Hej-hop! Hej-hop! jako łoś
- 1967: Bajka o złotym koguciku jako młodszy carewicz
- 1969: Kapryśna królewna jako rycerz

## Nagrody i odznaczenia
- Zasłużony Artysta RFSRR (1964)
- Ludowy Artysta RFSRR (1976)

Źródło: